# Passage des Martyrs
Die Passage des Martyrs (französisch für Passage der Märtyrer) ist eine Meerenge im Géologie-Archipels vor der Küste des ostantarktischen Adélielands. Sie trennt die Carrel-Insel von der Rostand-Insel.
Mario Marret (1920–2000), Leiter einer französischen Antarktisexpedition (1952–1953), benannte sie in der Annahme, es handele sich um ein Tal, als Vallée des Martyrs. Namensgebend waren infolge eines Sturms hierher getriebener und verendeter Jungtiere von Kaiserpinguinen. Die Benennung wurde 1978 an die eigentliche Natur des geographischen Objekts angepasst.